# Scione obscurefemorata
Scione obscurefemorata är en tvåvingeart som beskrevs av Krober 1930. Scione obscurefemorata ingår i släktet Scione och familjen bromsar. Inga underarter finns listade i Catalogue of Life.